# Kleszcze, Hạt Stargard
Kleszcze [ˈklɛʂt͡ʂɛ] (German Kleist) là một ngôi làng thuộc khu hành chính của Gmina Ińsko, thuộc hạt Stargard, West Pomeranian Voivodeship, ở phía tây bắc Ba Lan.
Làng có dân số 5 người.